# Marine ottomane

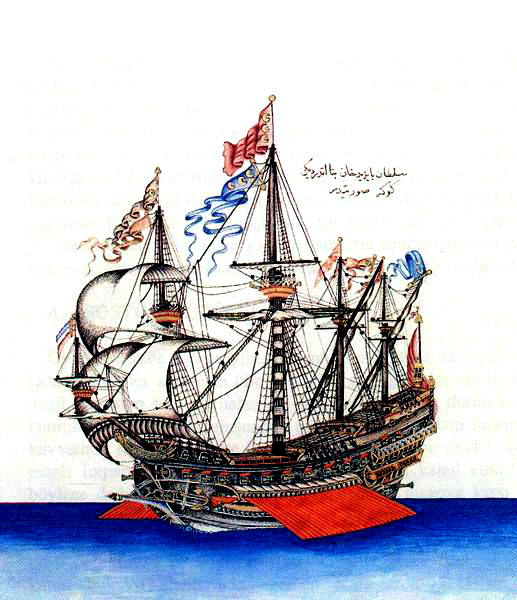
Göke (1495) de Kamel Reis

La Marine ottomane (en turc ottoman : Donanma-yı Humâyûn) était la marine de guerre de l'Empire ottoman. Historiquement, elle était parmi les plus grandes puissances maritimes en Méditerranée et en mer Noire depuis le Moyen Âge.

## Période pré-ottomane
La première flotte de la marine turque anatolienne, qui se composait de 33 bateaux à voile et de 17 navires, a été créée dans le port d'Izmir par Zachas (turc :Çaka Bey) en 1081 ; elle est construite après sa conquête de Smyrne (Izmir), Urla, Cesme, Phocée et Sigacik sur la côte égéenne de l'Anatolie en cette même année. La flotte de Zachas conquiert Lesbos (1089) et Chios (1090), avant de vaincre une flotte byzantine le 19 mai 1090 marquant ainsi la première grande victoire navale des Seldjoukides d'Anatolie, dans une guerre maritime. En 1091, la flotte de l'Emir Zachas conquiert les îles de Samos et de Rhodes en mer Égée; en 1095, la ville portuaire stratégique et le golfe du Adramyttion (Edremit) sur la côte égéenne de l'Anatolie et la ville d'Abydos, sur le détroit des Dardanelles.
L'empereur seldjoukide d'Anatolie Kay Qubadh Ier conquiert Alanya et, là, met en place un arsenal naval turc. Alanya devient le port d'attache de la flotte turque en Méditerranée. Kay Qubadh Ier crée plus tard une flotte turque en mer Noire basée à Sinop, qui, sous le commandement de l'Emir Coban, conquiert une partie de la péninsule de Crimée et Soudak sur la mer d'Azov (1220-1237).

## Débuts de la marine
En 1373, les premiers débarquements et des conquêtes sur les rives de la mer Égée en Macédoine ont été faites, suivies par le premier siège ottoman de Thessalonique en 1374. La première conquête ottomane de Thessalonique et de la Macédoine a été achevée en 1387. Entre 1387 et 1423, la flotte ottomane a contribué à l'expansion territoriale de l'Empire ottoman sur la péninsule des Balkans et sur les côtes anatoliennes de la mer Noire. Après les premières conquêtes territoriales de Venise en Morée, la première guerre ottomano-vénitienne (1423-1430) débute.

## Période d'expansion (XVIesiècle)

### Constitution d'une marine permanente
Au début du XVIe siècle, les conquêtes ottomanes sur le pourtour méditerranéen (Syrie, Égypte) modifient l'organisation de l'empire, et il devient nécessaire de constituer une flotte de guerre permanente, au lieu des expéditions ponctuelles organisées jusqu'alors. Cette évolution commence sous le règne de Sélim Ier (1512-1520), mais la flotte ne prend réellement son essor que sous les règnes de Soliman le Magnifique et de ses successeurs immédiats, surtout Sélim II (1566-1574) avec le développement de l'Arsenal impérial ottoman (Tersâne-i Âmire ).

## Rétablissement d'une domination fragile (1701-1774)

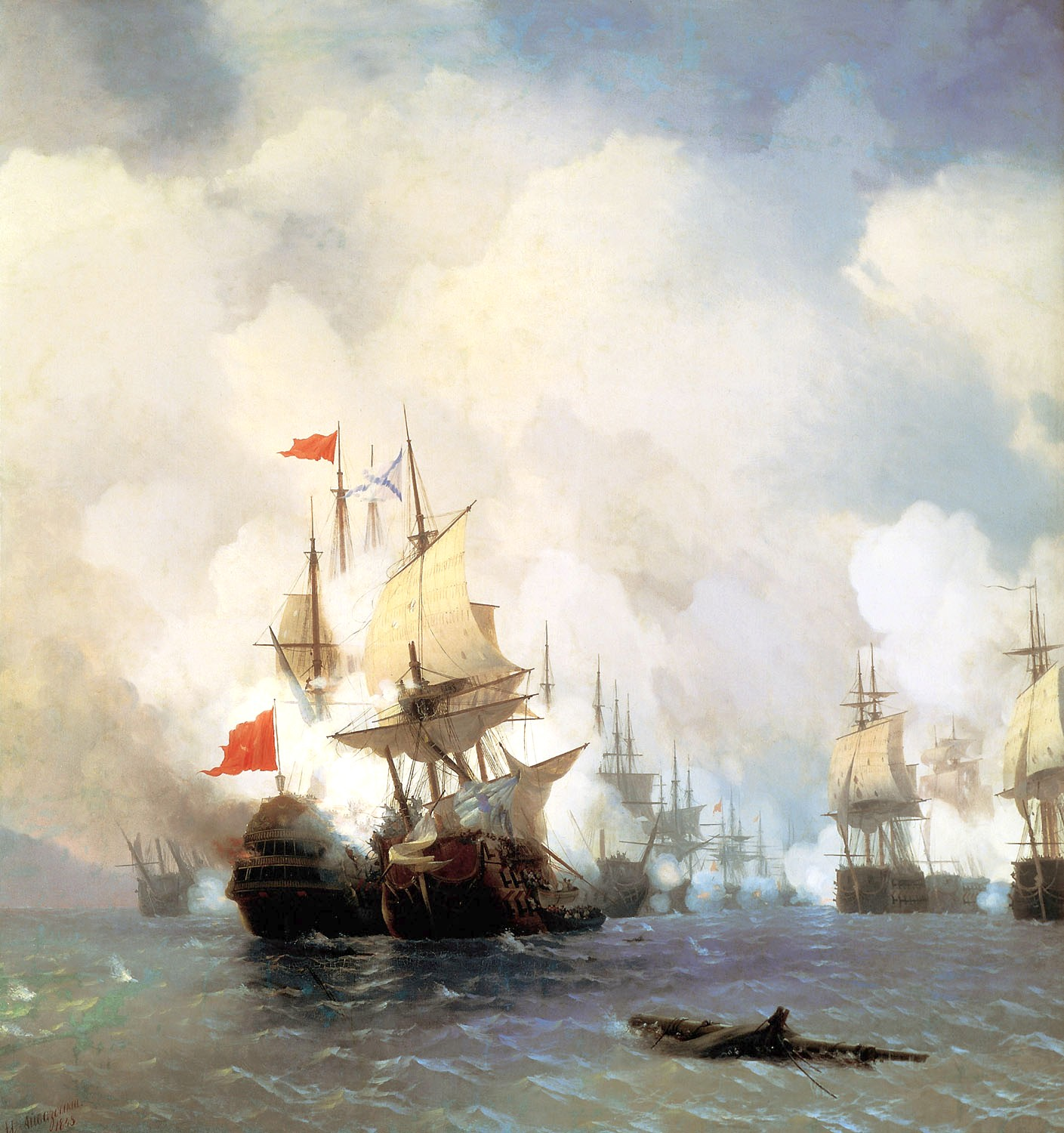
Bataille de Chios en 1770

## Période des Tanzimat (1842-1878)
En 1849, lorsque des tensions apparaissent entre l'Autriche et la Turquie au sujet des réfugiés hongrois, le capitaine Adolphus Slade est envoyé par le gouvernement britannique auprès du sultan Abdülmecid Ier pour moderniser la marine ottomane.

## Période d'Abdulhamid II (1878-1897): déclin
La flotte démontre de façon criante son incapacité au cours de la Guerre gréco-turque de 1897.

## Rénovation sous l'égide des Européens (1897-1914)

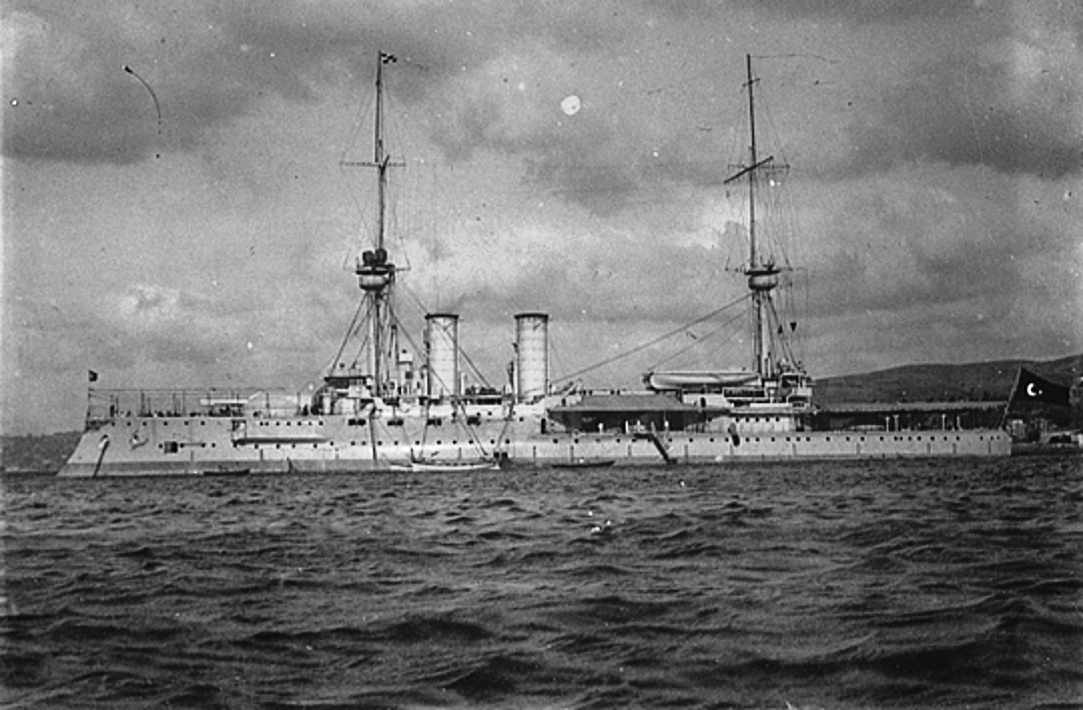
Le navire amiral ottoman Barbaros Hayreddin et son sister-ship, le Turgut Reis étaient mieux armés et blindés que l’Averof de la marine hellénique mais étaient moins rapides de cinq nœuds.

La marine ottomane s'était comportée de manière épouvantable lors de la guerre gréco-turque de 1897, ce qui força le gouvernement à lancer un programme de réorganisation massif. Les anciens navires furent retirés et de nouveaux furent commandés principalement en France et en Allemagne. De plus, les Ottomans invitèrent une mission militaire britannique en 1907 pour mettre à jour l'entraînement et les doctrines. Cependant, cette tâche était quasiment irréalisable du fait des bouleversements provoqués par la révolution des Jeunes-Turcs ; Entre 1908 et 1911, le ministère de la marine changea neuf fois. Les querelles intestines entre les différents officiers supérieurs empêchèrent cette réorganisation. De plus, les tentatives britanniques pour contrôler le programme d'armement maritime furent mal vues par les ministres ottomans et les fonds pour l'ambitieux plan de réorganisation ne furent pas accordés.
Pour contrer l'acquisition de l’Averof par les Grecs, les ottomans tentèrent d'acheter le nouveau croiseur allemand SMS Blücher ou même le croiseur de bataille SMS Moltke. Face au coût exorbitant d'un tel achat, la marine ottomane choisit d'acheter deux vieux pré-Dreadnoughts de la classe Brandenburg, qui devinrent les Barbaros Hayreddin et Turgut Reis en 1910. Avec les croiseurs Hamidiye et Mecidye, ces navires formaient le cœur de la flotte ottomane. Cependant, ils étaient déjà en mauvais état dès l'été 1912 du fait d'une négligence chronique : les instruments de télémétrie et les palans à munitions avaient été retirés, les téléphones ne fonctionnaient pas, les pompes étaient rouillées et la plupart des portes étanches ne se fermaient pas correctement.

## Première Guerre mondiale
À la veille de la Première Guerre mondiale, l'Empire ottoman avait passé commande de deux dreadnoughts à un chantier britannique. Le Sultan Osman I et le Resadiye devaient être les navires les plus modernes de la flotte. Le prix d'achat fut financé par une souscription publique. Le capitaine ottoman Raouf Bey devait les réceptionner le 2 août 1914, mais la déclaration de guerre poussa Winston Churchill, Premier Lord de l'amirauté, à le faire saisir pour annuler une menace et renforcer la flotte britannique.